# داشلوجه (خدابنده)
داشلوجه (خدابنده)، روستایی از توابع بخش دوتپه شهرستان خدابنده در استان زنجان ایران است.

## جمعیت
این روستا در دهستان حومه قرار دارد و براساس سرشماری مرکز آمار ایران در سال ۱۳۸۵، جمعیت آن ۵۲۲ نفر (۱۰۸خانوار) بوده‌است.